# Мости (Свентокшиське воєводство)
Мости (пол. Mosty) — село в Польщі, у гміні Хенцини Келецького повіту Свентокшиського воєводства.
Населення — 118 осіб (2011).
У 1975-1998 роках село належало до Келецького воєводства.

## Демографія
Демографічна структура на день 31 березня 2011 року:
|          | Загалом | Допрацездатний вік | Працездатний вік | Постпрацездатний вік |
| -------- | ------- | ------------------ | ---------------- | -------------------- |
| Чоловіки | 57      | 8                  | 37               | 12                   |
| Жінки    | 61      | 17                 | 26               | 18                   |
| Разом    | 118     | 25                 | 63               | 30                   |